# سيمون تريمبولي
سيمون تريمبولي (بالإيطالية: Simone Trimboli)‏ (من مواليد 10 أبريل 2002) هو لاعب كرة قدم إيطالي محترف يلعب كلاعب خط وسط لنادي سامبدوريا الإيطالي.